# Reflections (BZN)
Reflections was het album van BZN waarop Carola Smit haar debuut maakte als opvolger van zangeres Anny Schilder. Dit album werd uitgebracht in 1984 in Nederland, Mexico, Duitsland en Bulgarije. Het stond 29 weken in de LP top 50, (waarvan 2 weken 5e en 5 weken 6e) met goud en platina als beloning.
Op deze plaat, die oorspronkelijk op MC en LP werd uitgebracht, staan 2 top 40 hits: La saison Française en If I say the words. Eerstgenoemde stond 7 weken in de top 40, waarvan als hoogste resultaat 12e geldt. If I say the words deed het beter, een vierde plek werd in 8 weken behaald.
De special werd als promotie van Reflections opgenomen in de Martinihal in Groningen.
Onder de titel Chanson d'Amour is een jaar later, met dezelfde cover als Reflections, ook een BZN album in Canada uitgebracht. Deze werd daar ook met goud en platina beloond. Hierop stonden allemaal Franstalige hits die BZN heeft uitgebracht in de periode 1976-1985.

## Tracklist
Kant AAA
1. La saison française [Th. Tol/J. Keizer]
2. Yo te amo Carolina [Th. Tol/J. Tuijp/C. Tol]
3. Like flying [Th. Tol/J. Tuijp/C. Tol]
4. What have you done [Th. Tol/J. Tuijp/C. Tol]
5. Write me a letter [Th. Tol/J. Tuijp/C. Tol]
6. Reflections [Th. Tol/J. Tuijp/C. Tol]
Kant BBB
7. If I say the words [Th. Tol/J. Tuijp/C. Tol]
8. Called you once, called you twice [Th. Tol/J. Tuijp/C. Tol]
9. You're my inspiration [Th. Tol/J. Tuijp/C. Tol]
10. Hit it up! [Th. Tol/J. Tuijp/C. Tol]
11. Should I cry [Th. Tol/J. Tuijp/C. Tol]